# Liste des législatures ivoiriennes
En Côte d'Ivoire, il y a eu 3 législatures depuis la fin du parti unique en 1990.
| Législature                                | Dates      | Dates      |
| ------------------------------------------ | ---------- | ---------- |
| PREMIÈRE RÉPUBLIQUE : Assemblée nationale  |            |            |
| Ire législature                            | 25/11/1990 | 25/11/1995 |
| IIe législature                            | 25/11/1995 | 10/12/2000 |
| DEUXIÈME RÉPUBLIQUE : Assemblée nationale  |            |            |
| Ire législature                            | 10/12/2000 | 30/04/2011 |
| IIe législature                            | 30/04/2011 | 09/01/2017 |
| TROISIÈME RÉPUBLIQUE : Assemblée nationale |            |            |
| Ire législature                            | 09/01/2017 | En cours   |